# Gausson
Gausson (tiếng Breton: Gwalc'hion, Gallo: Gauczon) là một xã của tỉnh Côtes-d’Armor, thuộc vùng Bretagne, tây bắc Pháp.

## Dân số
Người dân ở Gausson được gọi là Gaussonnais.